# Иоанникий (Константинидис)
Митрополит Иоанникий (греч. Ιωαννίκιος Νικαίας, в миру Иоанникий Константинидис; 1814, село Радовища, Западная Македония, Османская империя — 25 января 1879, Эрегли, Османская империя) — епископ Константинопольской православной церкви, митрополит Никейский (1859—1878) и Ираклийский (1879) и деятель греческого просвещения в Македонии.

## Биография
Иоанникий родился в 1814 году в селе Радовища (нынешнее Родохори, Западная Македония, Греция. Фамилия в миру Константинидис или Рангавас (греч. Κωνσταντινίδης, Ραγκαβάς).
Хотя Радовища имеет, скорее всего, славянскую этимологию и европейские и болгарские этнографы отмечали в селе на протяжении всего XIX века присутствие только греческого населения.
Не располагаем данными о ранних годах жизни Иоанникия.
В 1859 году он стал митрополитом Никейским.
В 1860 году несколько недель замещал Константинопольского патриарха.
В 1871 году, вместе с дьяком Стефаносом Нукасом из Драмы и Константиносом Томаидисом из Блаци (ныне Козани) основал Македонское константинопольское образовательное братство. Целью братства была поддержка греческой культуры и образования в Македонии и особенно в номах Гревена и Кастория, а также городе Сьятиста в Западной Македонии. Братство основало Цотильскую гимназию, которой, кроме других греческих меценатов, оказывал также свою личную материальную поддержку митрополит Анхиалоса а затем Смирны Василий Смирнский.
В 1879 году Иоанникий стал митрополитом Ираклийским.
Митрополит Иоанникий умер в 1879 году в Ираклии.